# Рана, Чандра Шамшер Джанг Бахадур
Чандра Шамшер Джанг Бахадур Рана (непальск. चन्द्र शमशेर  राणा; 8 июля 1863 — 26 ноября 1929) — непальский государственный деятель, пятый премьер-министр (шри тин махарадж) из династии Рана, управлявший страной в 1901—1929 годах.

## Биография
Был шестым из семнадцати сыновей Дхир Шамшера Раны, младшего брата Джанг Бахадура, основателя династии Рана. Учился в Калькутте, став первым непальским правителем, получившим современное европейское образование.
В 1885 году вместе со своими братьями организовал убийство собственного дяди и главы правительства Ранодипа Сингха Кумара. В результате премьер-министром стал старший брат Чандра Шамшера — Бир Шамшер Джанг Бахадур Рана. После его смерти в 1901 году правительство возглавил следующий по старшинству — Дев Шамшер Рана, а Чандра Шамшер стал командующим непальской армией.
Либеральные взгляды Дев Шамшера и его планы широких социальных реформ вызвали недовольство непальской элиты и позволили Чандре Шамшеру организовать успешный государственный переворот, свергнув собственного брата. Дев Шамшер был выслан в Индию, а Чандра Шамшер возглавил правительство.

## На посту премьер-министра Непала
В течение четверти века он полностью контролировал внешнюю и внутреннюю политику Непала, сохраняя курс на самоизоляцию страны. После своего визита в Европу, Чандра Шамшер заявил о проведении реформ, направленных на преодоление отсталости страны. Было запрещено сати, в 1921 году отменено рабство. В период правления Чандра Шамшера была построена первая железная дорога и несколько больниц. Однако, все реформы непальского правительства носили косметический характер. Большая часть богатств и государственных должностей концентрировалась в руках представителей рода Рана, экономическая ситуация в стране оставалась очень тяжёлой, многие непальцы эмигрировали в Британскую Индию. В Индии (прежде всего в Варанаси) концентрировалась непальская оппозиция, издавались журналы «Горкхали» («Гуркх») и «Джанмабхуми» («Родина»). В самом Непале возможности для критики правительства отсутствовали.

## Внешняя политика
После начала Первой мировой войны премьер заявил о готовности предоставить в распоряжение Великобритании все военные ресурсы Непала. В составе англо-индийской армии на различных фронтах воевало 200 тыс. непальских гуркхов, 20 тыс. из них погибли. В 1923 году был заключён договор между Великобританией и Непалом, по которому последний получил формальную независимость, но внешняя политика осталась под контролем Великобритании.

## Дети
Мохан Шамшер Джанг Бахадур Рана, один из сыновей Чандра Шамшера, был премьер-министром Непала в 1948—1951 годах.